# Portal de Saúde da UE
O Portal oficial da União Europeia consagrado à saúde pública e um leque de informações e dados sobre actividades e questões relacionadas com a saúde, tanto a nível europeu, como a nível internacional.